# Райтер, Дуня
Дуня Райтер (нем. Dunja Rajter; род. 3 марта 1940, Нашице, Королевство Югославия) — югославская и немецкая певица и актриса.

## Биография
Ещё будучи школьницей, она пела в детском хоре своего отца Рудольфа Райтера, который был учителем музыки в Загребе. Училась в загребской театральной академии. Получив диплом актрисы, она была принята в театральный ансамбль Загреба в 1963 году. В 1962 году она выступала перед камерой в телесериале.
В 1964 году она приехала в Германия, где с тех пор живёт. Здесь она впервые выступила в роли актрисы. Она снималась в нескольких художественных фильмах и телевизионных постановках. Самыми успешными фильмами были «Виннету» и «Среди коршунов».
В начале 1970-х годов Дуня Райтер также стала известна как певица. Песни представляют собой смесь попа и шансона. В 1986 году она пошла по новым путям в музыке и выступала на небольших художественных сценах.
В 1993 году Райтер выступила на Берлинском фестивале, а в 2003 году в качестве приглашенной звезды в старом Суреханде на Играх Карла Мая в Бад-Зегеберге. В 2012 году на Играх Карла Мая в Бад-Зегеберге Райтер сыграла жрицу вуду Мари Лаво.
В начале 2018 года Дуня Райтер опубликовала свою биографическую книгу «Nur nicht aus Liebe weinen».

## Фильмография
- 1961 — Новое платье короля / Carevo novo ruho
- 1963 — Виннету. Часть 1 / Winnetou 1. Teil — Бель (озвучивала Урсула Гейер)
- 1964 — Среди коршунов / Unter Geiern — Бетси
- 1967 — Санкт-Паули между днём и ночью / St. Pauli zwischen Nacht und Morgen — танцовщица
- 1968 — Мельница Сан-Суси / Die Mühle von Sanssouci — Барбарина Кампанини
- 1970 — Человек, который продал Эйфелеву башню / Mann, der den Eiffelturm verkaufte — Коко (озвучивала Розмари Кирштайн)
- 1979 — Корни зла / Die Brut des Bösen — Кора Рамада (озвучивала Эмели Ройер)